# Rudolf Götze

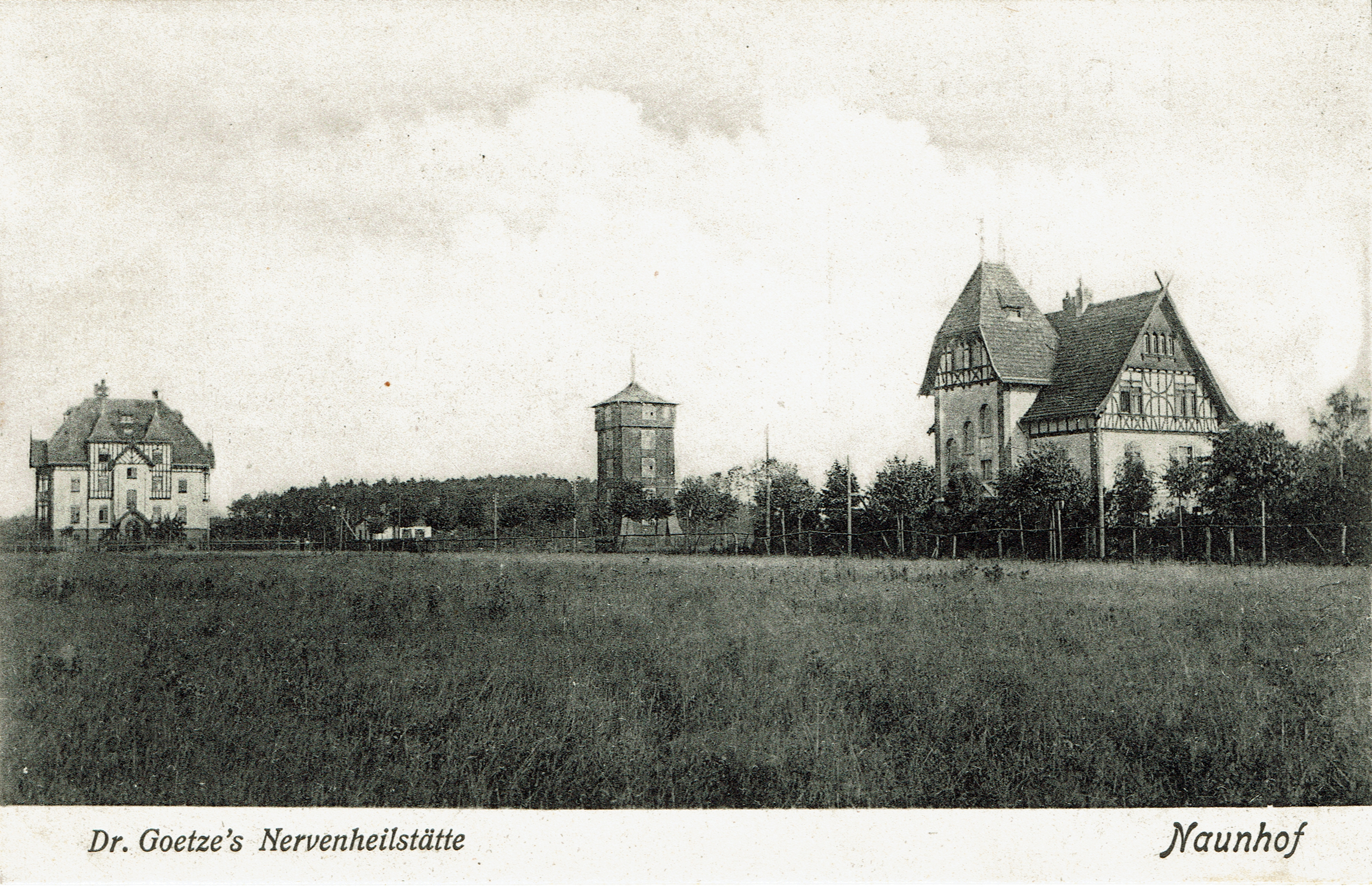
Links die neue Nervenheilstätte, Bildmitte das Seiferth´sche Wasserwerk mit dem Wasserturm und rechts das Wohnhaus der Familie Götze

Rudolf Emil Fritz Götze, auch Rudolf Goetze (* 23. September 1863 in Glauchau; † 30. Oktober 1920 in Alzey), war ein deutscher Nervenarzt.

## Leben und Wirken
Rudolf Götze wurde als Sohn des Webereibesitzers und Kaufmanns Emil Goetze geboren. Von 1884 bis 1889 studierte er Medizin an der Universität Leipzig. Nach der Beschäftigung mit philosophischen Werken und der Musik und besonders mit Richard Wagner veröffentlichte er 1888 sein erstes Buch „Heinrich v. Stein, Schopenhauer und Richard Wagner“. Im Sommer 1890 wurde er in Berlin als Arzt approbiert und diente nach bestandenem Examen bis April 1891 als Unterarzt im Kgl. Sächs. Leibgrenadier-Regiment in Dresden. Anschließend widmete er sich bis 1893 als Assistenzarzt an der Psychiatrischen Klinik Würzburg unter Konrad Rieger insbesondere dem Studium der Nerven- und Geisteskrankheiten.
Er heiratete 1892 in Dresden Elsa Römmler (* 7. April 1868). Aus der Ehe gingen sieben Kinder hervor, darunter Albrecht Götze. 1892 wurde er in Berlin promoviert – mit der Dissertation „Die Bleivergiftung“, die auch heute noch als Klassiker der Medizinliteratur erhältlich ist.
1893 wurde er in Gießen an der Klinik für physische und nervöse Krankheiten Assistenzarzt unter Robert Sommer.
Von 1893 bis 1896 leitete er gemeinsam mit Joseph Kürschner den Ankauf der Richard-Wagner-Sammlung von Nikolaus Oesterlein in Wien und deren Überführung nach Eisenach ins Reuter-Wagner-Museum.
Ab 1894 war er ärztlicher Leiter der Poliklinik für Nerven- und psychisch Kranke des Albert-Zweigvereins in Leipzig. 
1896 veröffentlichte er sein Werk „Pathologie und Irrenrecht“.
Götze erhielt 1896 in Naunhof bei Leipzig die Genehmigung zur Errichtung eines Landhauses an der Großsteinberger Straße nahe dem Staatsforst als Sanatorium für Nervenkranke, das er nach den Grundsätzen von Paul Julius Möbius einrichten und leiten wollte, und übersiedelte 1897 nach Naunhof. Ab Juli 1900 ließ Götze auf seinem Grundstück ein weiteres Gebäude im Landhausstil vom Leipziger Architekten Anton Käppler errichten. Seine Nervenheilstätte verlegt er nach Fertigstellung in dieses Gebäude. Am Waldrand des Sanatoriumsgeländes errichtete er 1903 noch zwei Blockhütten für die Behandlung seiner Patienten. In unmittelbarer Nähe der beiden Gebäude befand sich auch ein Wasserwerk seines Freundes und Geschäftspartners Theodor Seiferth (Baumeister und Architekt), das die Heilanstalt mit Trinkwasser versorgte. Nachdem über Seiferth`s Vermögen am 4. November 1903 ein Konkursverfahren eröffnet wurde und Seiferth noch am gleichen Tag ins Ausland floh, betrieb Götze das Wasserwerk bis Ende 1904 selbst.
Am 13. März 1906 berichteten die Naunhofer Nachrichten über den Suizid eines Patienten Götzes durch Erhängen.
Im April 1907 teilte Götze die Einstellung des Betriebes der Nervenheilstätte mit. Götze veröffentlichte im Jahr 1907 das Buch „Über Nervenkranke und Nervenheilstätten“, wechselte nach Heppenheim und arbeitete an der dortigen Heil- und Pflegeanstalt als Oberarzt und Medizinalrat. Vermutlich verlegte er gleichzeitig seinen Wohnsitz in das von dort etwa 30 km entfernte Darmstadt.
1909 wurde seine Nervenheilstätte in Naunhof für 70.000 Mark an die AOK Leipzig verkauft, die in dem Gebäude und auf dem Grundstück 1909 ein Erholungsheim eröffnete. 
Noch kurz vor seinem Tod wechselte er als Arzt zur Heil- und Pflegeanstalt nach Alzey.